# The Incredible Adventures of Van Helsing
The Incredible Adventures of Van Helsing est un jeu vidéo de type action-RPG développé et édité par NeocoreGames, sorti en 2013 sur Windows, Mac, PlayStation 4 et Xbox One.

## Système de jeu

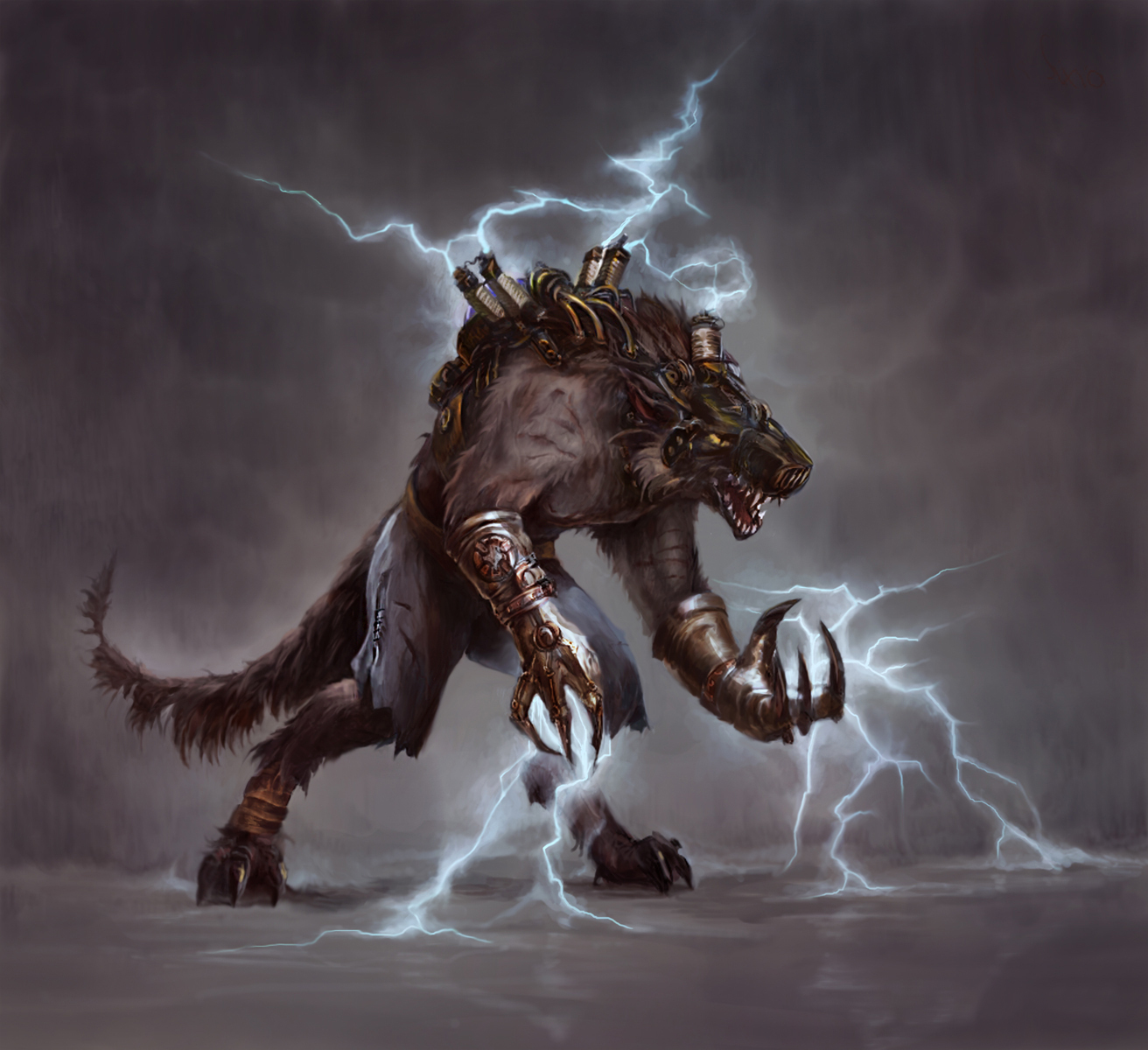
Concept art du jeu

## Accueil
- Jeuxvideo.com : 16/20[1]